# Carl Prediger (Mathematiker)
Carl Prediger (* 15. November 1822 in Clausthal; † 19. März 1895) war ein deutscher Mathematiker, Geodät und Kartograph.

## Leben
Johann Carl Prediger – er selbst nannte sich in seinen Veröffentlichungen „Carl Prediger“ – verdiente seinen Unterhalt zunächst als Pocharbeiter und als Arbeiter in diversen Gruben. Von 1841 bis 1844 besuchte er die Bergschule, 1847 wurde er Markscheider und 1853 bestand er die zweite Staatsprüfung für technische Oberoffizianten.
Er vermaß als Geometer der Harzforstverwaltung in den Jahren 1850 bis 1855 die hannoverschen Forstreviere am Harz und berichtete darüber z. B. in der Zeitschrift für Naturwissenschaften. Von 1850 bis 1864 erschien seine Karte des nordwestlichen Harzgebirges, die als Musterwerk beurteilt wurde, 1859 eine Karte des ganzen Harzes.
Ab 1854 war er Dozent, zunächst für Planzeichnen und deskriptive Geometrie, und ab 1863, nachdem er ausgiebige mathematische Studien betrieben hatte, fest angestellter Lehrer an der Bergakademie Clausthal. Den Professorentitel führte er laut J. Horn ab 1870. 1873 erschien die erste Auflage seines Werkes Analytische Geometrie der Ebene, 1878 folgte Analytische Geometrie des Raumes. Im Ruhestand wollte Prediger, der auch die Clausthaler Bibliothek geleitet hatte, ein weiteres Buch schreiben. Darin sollten die Umrechnungen der Gaußschen Koordinaten in geographische für zahlreiche trigonometrische Punkte enthalten sein.
Im Jahr 1888 wurde er emeritiert. Fr. Meyer veröffentlichte im Jahrbuch über die Fortschritte der Mathematik 1898 einen Artikel Zur Erinnerung an Professor J. Carl Prediger.